# Sklené (Slowakei)
Sklené (vor 1927 slowakisch „Skleno“/„Sklenô“; deutsch Glaserhay oder Glaserhau – älter auch Glaserhütte, ungarisch Turócnémeti – bis 1907 Szklenó) ist ein Dorf und Gemeinde im Hauerland in der Mittelslowakei.

## Geschichte
Der Ort wurde 1360 als Waldhufendorf gegründet und gelangte ab 1405 in den Besitz der Stadt Kremnica (Kremnitz). Bis 1945 war der Ort überwiegend von deutschsprachigen Bewohnern besiedelt (1930: 3254 Einwohner, davon 2548 deutschsprachig). Im Jahr 2001 bekannten sich noch 27 Personen als Deutsche.
Die Einwohner lebten vor allem von der Lieferung von Holzkohle und Grubenholz, durch die Ausweitung des Bergbaus verdingten sich viele auch als Bergleute in nahen Handlová (Krickerhau) oder übten Saisonarbeiten aus.
In den Jahren 1933 und 1934 zerstörten Großfeuer zahlreiche Häuser im Ort.
Während der Partisanenaufstände wurden am 21. September 1944 187 deutschsprachige Bewohner von Glaserhau massakriert, darunter Kinder und Alte. Seit 1994 erinnert dort ein Mahnmal an die Opfer des Massakers von Glaserhau. Beim Durchgang der Front im Verlauf des Zweiten Weltkriegs im Jahr 1945 fanden im Ortsbereich schwere Kämpfe statt, bei denen 250 Häuser zerstört wurden.

## Sehenswürdigkeiten

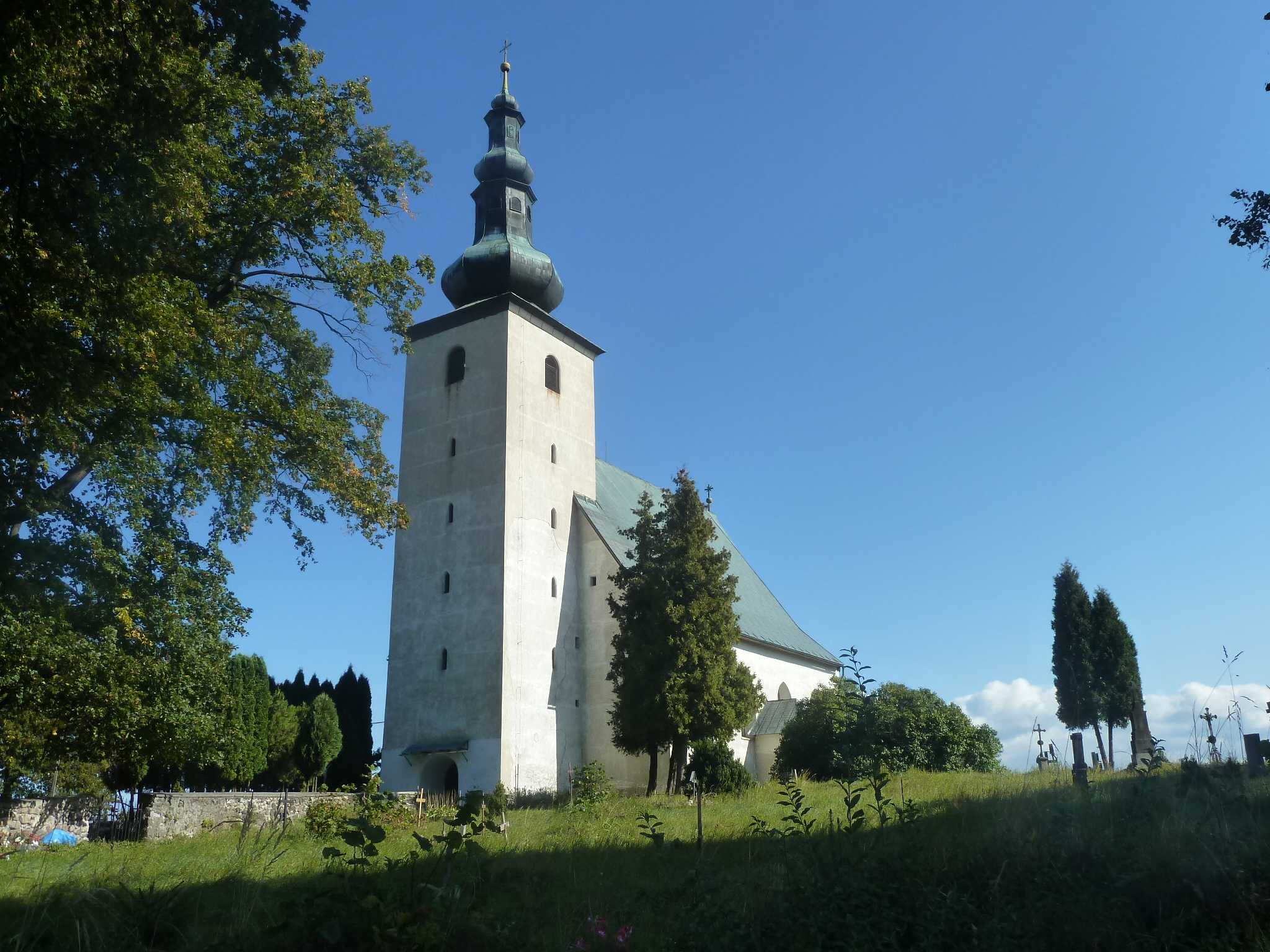
Denkmalgeschützte katholische Kirche

- katholische Kirche auf den Fundamenten eines gotischen Bauwerks 1626/27 dreischiffig im Renaissancestil errichtet
- Richterhaus, zu Beginn des 17. Jahrhunderts im Renaissancestil erbaut, 1912 für Wohnzwecke umgebaut

## Bevölkerung
| Jahr                | 1994 | 2004    | 2014    | 2024    |
| ------------------- | ---- | ------- | ------- | ------- |
| Anzahl der Personen | 874  | 788     | 738     | 666     |
| Unterschied         |      | −9,83 % | −6,34 % | −9,75 % |

| Jahr                | 2023 | 2024    |
| ------------------- | ---- | ------- |
| Anzahl der Personen | 674  | 666     |
| Unterschied         |      | −1,18 % |